# یونیوندایل (نیویورک)
یونیوندایل (به انگلیسی: Uniondale) یک شهرک در ایالات متحده آمریکا است که در شهرستان ناساو، نیویورک واقع شده‌است.

## خصوصیات
یونیوندایل ۶٫۹ کیلومترمربع مساحت و ۲۴٬۷۵۹ نفر جمعیت دارد و ۱۶ متر بالاتر از سطح دریا واقع شده‌است.